# هيلاري أوكيندون
هيلاري أوكيندون (بالإنجليزية: Hilary Ockendon)‏ عالمة رياضيات بريطانية عملت في جامعة أكسفورد حتى تقاعدها عام 2008. تركز أبحاثها على تطبيقات الرياضيات مع اهتمام خاص بالنماذج المتصلة بداخل المشاكل الصناعية. وهي زميلة فخرية في كلية سومرفيل بأكسفورد، والرئيس السابق للاتحاد الأوروبي للرياضيات في الصناعة، ومؤلفة كتب متعددة عن جريان الموائع. وهي خبيرة في مشاكل جريان الموائع، مثل تقليل انسياب السائل في فناجين القهوة.

## التعليم والمسار المهني
ولدت هيلاري أوكيندون في ديربي عام 1941، والتحقت بمدرسة ديربي الثانوية للبنات من عام 1946 إلى عام 1959. في عام 1959 ذهبت لدراسة الرياضيات في كلية سانت هيلدا، أكسفورد.
بعد تخرجها كانت وظيفتها الأولى في مكاتب الاتصالات الحكومية البريطانية، وبعد عامين حصلت على وظيفة بباحثة/مدرسة في كلية سومرفيل وعادت إلى أكسفورد. أحصلت على دكتوراه في فلسفة العلوم في عام 1968، وأشرف ديفيد ألان سبينس على أطروحتها «انسياب الغازات في السكون». ثم تم تعيينها في منصب دائم كزميل تعليمي في سومرفيل ومحاضر في جامعة أكسفورد. وشغلت هذه المناصب حتى تقاعدها في عام 2008.
هيلاري أوكيندون هي المديرة السابقة  وعضو فخري في مركز أكسفورد للرياضيات الصناعية والتطبيقية بجامعة أكسفورد، وزميلة فخرية بكلية سومرفيل بأكسفورد.  وكانت رئيسة الاتحاد الأوروبي للرياضيات في الصناعة من 2001 إلى 2003.

## كتب
أشتركت هيلاري أوكيندون في تأليف هذه الكتب:
- Inviscid Fluid Flows
- Viscous Flow
- Waves and Compressible Flow

## تمرير المعرفة
كان لدي هيلاري اهتمام خاص بتعزيز الرياضيات الصناعية في أوروبا من خلال الاتحاد الأوروبي للرياضيات في الصناعة  وتقلدت المناصب الآتية في الاتحاد: عضو مجلس (1998-2005)، الرئيسة (2001-2003)، والمدية ر التنفيذية (2012-15).

## الحياة الشخصية
كانت أغلب أبحاثها بالتعاون مع زوجها البروفيسور جون أوكيندون.